# Anonimo Italiano
Anonimo Italiano, pseudonimo di Roberto Scozzi (Roma, 20 giugno 1963), è un cantautore italiano.

## Biografia
Debutta sulle scene musicali nei primi mesi del 1995 pubblicando il suo primo ed eponimo album, Anonimo Italiano, trainato dal primo singolo, il lento E così addio. Il cantante suscitò in quegli anni molto interesse per via di alcune peculiarità: si esibiva coprendo il viso con una maschera argentea, la sua voce quando cantava ricordava molto, seppur con sfumature diverse, la voce di Claudio Baglioni. Quest'ultima cosa portò lo stesso Baglioni a diffidare la sua casa discografica di allora, la Bmg Ariola, trovatosi in difficoltà davanti alle ripetute smentite sull'identità dell'allora anonimo cantante da parte della casa discografica BMG.
Suddetta diffida, però, non ebbe alcuna rilevanza o seguito legale, in quanto non si riscontrò alcun plagio dal punto di vista prettamente tecnico/musicale, ma, in esito ad essa, il cantante rivelò la sua identità, rimuovendo la maschera.
Il disco totalizza 120 000 copie vendute (grazie anche al successo di Anche questa è vita), che valgono un disco di platino nel 1995. Nel frattempo, pubblica anche il suo primo album in lingua spagnola, che viene pubblicato in Costa Rica, a Cuba e in altri paesi del Centro America. Inoltre, viene chiamato anche da Richard Clayderman, per realizzare il duetto E così addio, pubblicato nell'album In amore. Nel 1997 esce il suo secondo album Buona fortuna, anche questo certificato disco di platino in Italia, e negli anni seguenti pubblica altri due album: Dimmi che ami il mondo nel 2002 e L'infinito dentro noi nel 2006.
A distanza di sette anni, il 20 aprile 2013, esce il suo nuovo album, intitolato Five, su etichetta Hydra Music. L'album contiene 10 brani inediti, uno dei quali in duetto con Amedeo Minghi, tributo dovuto alla scomparsa di Roberto Mezzetti, collaboratore e musicista di entrambi i cantautori.
Il 19 ottobre 2013 Anonimo Italiano è stato uno dei relatori per Area Sanremo, parlando ai giovani aspiranti al Festival, al Palafiori di Sanremo.
Nel 2014 pubblica Diario di un amore, una compilation dei suoi maggiori successi più due inediti, su etichetta "Primamusica Italiana", edizioni Warner Chappell- Universal Music e licenza Sony Music entertainment.
Dopo anni di assenza, nel 2025 ritorna in tv partecipando come concorrente alla terza edizione di Ora o mai più,  condotta da Marco Liorni su Rai 1.

## Discografia

### Album
- 1995 - Anonimo Italiano
- 1995   - Anonimo Italiano (album versione in lingua spagnola per l'estero)
- 1997 - Buona fortuna
- 2002 - Dimmi che ami il mondo
- 2006 - L'infinito dentro noi
- 2013 - Five
- 2014 - Diario di un amore

### Singoli
- 1995 - E così addio
- 1995 - Tienimi con te
- 1995 - Anche questa è vita
- 1996 - Buona fortuna
- 1996 - Se anche tu come me
- 1996 - Mi mancherai
- 1996 - Buonanotte a te
- 1998 - Ballando questo tempo
- 1999 - Ieri
- 2001 - Anna (radio edit)
- 2002 - Mai (radio edit)
- 2002 - Dimmi che ami il mondo
- 2002 - Se la vita fa male
- 2006 - Senza di te
- 2006 - Più che puoi
- 2006 - Ancora qui (new version 2006)
- 2013 - E tu lo chiami... amore
- 2013 - Oggi è lunedì
- 2013 - Per te farei di tutto
- 2013 - E tu lo chiami... amore
- 2013 - L'aquilone (duetto con Amedeo Minghi)
- 2014 - Diario di un amore
- 2014  - E mi manchi sempre tu
- 2025  - Lupo Abbandonato